# Occitanosaurus tournemirensis
L'occitanosauro (Occitanosaurus tournemirensis) è un rettile marino estinto, appartenente ai plesiosauri. Visse nel Giurassico inferiore (Toarciano, circa 182 milioni di anni fa) e i suoi resti sono stati ritrovati in Francia. 

## Descrizione
Questo rettile marino è conosciuto per uno scheletro quasi completo e parzialmente articolato, ritrovato nella Francia meridionale (dipartimento dell'Aveyron). Come tutti i plesiosauri, Occitanosaurus possedeva un collo lungo, una testa piccola, un corpo schiacciato e quattro zampe simili a natatoie. Il cranio possedeva premascelle a forma di spatola armate di lunghi denti ricurvi, a sezione tondeggiante e dotati di striature longitudinali sulle corone. Le vertebre cervicali erano più lunghe che alte, ma erano sprovviste della forma "a manubrio" tipica dei suoi stretti parenti successivi (gli elasmosauridi). Le costole, inoltre, terminavano un un'estremità biforcuta. In generale, Occitanosaurus assomigliava a un altro plesiosauro del Giurassico inferiore, Microcleidus, ma il suo cranio era più lungo e il cinto pettorale era molto differente: quello di Microcleidus era privo di interclavicola, mentre Occitanosaurus possedeva un'interclavicola molto sviluppata. Occitanosaurus era un plesiosauro di dimensioni medio-piccole, e raggiungeva i 4 metri di lunghezza. 

## Classificazione
I resti fossili di questo animale sono stati in un primo tempo descritti come una nuova specie di Plesiosaurus (P. tournemirensis) nel 1990. Solo in seguito uno studio del 1999 ha permesso di riconoscere le notevoli distinzioni tra Plesiosaurus e la forma francese, tali da consentire l'istituzione di un nuovo genere, Occitanosaurus. Questo animale è stato considerato uno dei più antichi rappresentanti del gruppo degli elasmosauridi, una famiglia di plesiosauri caratterizzati dall'estremo sviluppo del collo e caratteristici dei mari cretacei. 
Studi più recenti (Ketchum e Benson, 2010) hanno invece sottolineato le affinità di questa forma con il ben noto Plesiosaurus, includendola nella famiglia dei plesiosauridi, tipica del Giurassico inferiore. Altri studi hanno indicato che Occitanosaurus era in realtà parte di un clade, i microcleididi, distinto da Plesiosaurus (Benson et al., 2012).

## Significato del nome
Il nome generico Occitanosaurus deriva dalla parola Occitania, l'area in cui veniva parlato il linguaggio occitano (il sud della Francia, la Val d'Aran in spagna e alcune valli piemontesi in Italia) e nella quale sono stati scoperti i fossili. L'epiteto specifico, tournemirensis, deriva dalla città di Tournemire, presso la quale sono stati ritrovati i resti di questo animale. 